# Vida de Carlos Magno
Vida de Carlos Magno (em latim: Vita Caroli Magni) trata-se da biografia escrita por Eginhardo (770–840), monge e conselheiro de Carlos Magno (r. 768–814), o personagem central de sua obra. Nesta obra discute-se a vida do imperador, a qual segundo suas palavras, foi a "vida mais gloriosa do rei mais excelente e mais maravilhoso de todos os príncipes de seu tempo e seus ilustres feitos, difíceis para homens de gerações futuras imitarem". É um documento histórico que segundo o próprio autor, reflete seu agradecimento e seu desejo de homenagear Carlos Magno para que suas obras e feitos não caiam no esquecimento.